# Міністерство промисловості Республіки Білорусь
Міністерство промисловості Республіки Білорусь — республіканський орган державного управління Білорусі.

## Керівництво
- Міністр — Олександр Єфімов
- Перший заступник Міністра — Олександр Огородніков
- Заступники Міністра:
  - Заступник Міністра — Олексій Козлов
  - Заступник Міністра — Андрій Кузняцов
  - Заступник Міністра — Дмитро Харитончик

## Завдання
- Проведення науково-технічної, економічної і соціальної політики, спрямованої на створення умов для ефективної роботи державних організацій, підпорядкованих Мінпрому, господарських товариств, акції (частки в статутних фондах) яких належать Республіці Білорусь і передані в управління Мінпрому, з метою задоволення потреб народного господарства і населення республіки в продукції виробничо-технічного призначення, товари народного споживання та послуги;
- Розробка прогнозів виробничої, технічної, та фінансово-економічної стратегії розвитку відповідних галузей;
- Участь в розробці та реалізації програм розвитку пріоритетних галузей промисловості;
- Розвиток спільно з іншими зацікавленими центральними органами державного управління зовнішньоторговельної діяльності шляхом нарощування експорту вироблених державними організаціями та господарськими товариствами товарів (послуг), залучення іноземних інвестицій, створення комерційних організацій з іноземними інвестиціями.[1]

| Прапор Білорусі | Це незавершена стаття про Білорусь. Ви можете допомогти проєкту, виправивши або дописавши її. |